# 川口文夫
川口 文夫（かわぐち ふみお、1940年9月8日 - ）は、日本の実業家。中部電力元代表取締役社長、会長（現・相談役）、中部経済連合会会長、名古屋ケーブルビジョン理事長、財団法人中部産業・地域活性化センター会長、名古屋「正論」懇話会代表幹事、NPO法人日本防災士機構評議員。Jリーグ・名古屋グランパス前会長。

## 経歴
愛知県額田郡幸田町出身。1959年、愛知県立岡崎高等学校を経て、1964年、早稲田大学第一商学部卒業。同年、中部電力に入社。同社取締役資材部長、取締役名古屋支店長、常務取締役等を経て、2001年6月より代表取締役社長を務め、2005年6月より同社会長。
2010年6月25日には相談役に就任した。
2006年から2011年まで中部経済連合会会長、2012年から2014年まで中日本高速道路の会長を務めた。2014年には幸田町の「ふるさと町民」(名誉町民)として表彰を受けた。
2007年3月30日にドイツ連邦共和国の名誉領事。